# Die Kinder vom Alstertal
Die Kinder vom Alstertal ist eine deutsche Kinderserie des NDR, die von 1998 bis 2004 produziert wurde und 52 Folgen umfasst. Die Serie weist einige Parallelen zur ebenfalls 52-teiligen Kinderserie Neues vom Süderhof auf. Regie führte auch hier Monika Zinnenberg.

## Über das Alstertal
Es ist ein Leben wie auf dem Lande – und doch in der Stadt: Das Gut Alstertal ist ein Ferienhof für Kinder und Familien im Hamburger Alstertal. Es gibt in der Nähe eine U-Bahn, die in das Zentrum von Hamburg führt. In der näheren Umgebung existieren Ausflugsziele wie die Nordsee, der schöne Badesee, die Fischteiche, das Museumsdorf und das gruselige Moor.
Aufgebaut wurde das Gut Alstertal von zwei verwandten Familien: die Familie Clement und die Familie Sommerland. Sie haben jeweils Kinder, die in der Sendung zusammen viele Abenteuer erleben. Im Laufe der Zeit gibt es immer wieder Neuzugänge, unter anderem Rose, Kiki, Moritz, Dolly (Schäferhund) oder Tarzan (Papagei).
Tatsächlich wurde die Serie nur in einigen Außenszenen im echten Alstertal gedreht; die Gutshöfe liegen dagegen in Wirklichkeit in Brock bzw. ab der dritten Staffel in Wiedingen, beides Vororte von Soltau.

## Hauptfiguren

### Timo Sommerland
Timo ist am Anfang der Serie 13 Jahre alt und damit so alt wie seine Cousine Hexe. Sein größtes Hobby ist Kanufahren auf der Alster. Sein Hund heißt Oskar. Er ist der Sohn von Carla und Carl und der Adoptivbruder von Tobias und Kiki und der Cousin von Julia und Lisa. Seine Rolle verändert sich in der Serie stark. Er wendet sich ab vom Kanufahren und der Musik zu. Er spielt Keyboard und gründet eine Band. In der Mitte der Serie kommt er mit Britta zusammen. In der vierten Staffel wohnt er bei Carla in Hamburg und ist deshalb nur noch selten in der Serie zu sehen.

### Tobias Sommerland
Tobias (9) ist Carlas Adoptivsohn. Das erfährt er jedoch erst durch einen Zufall. Anfangs interessiert er sich sehr für Astronomie und sein Huhn Einstein. Er ist Kikis Bezugsperson und wird zu ihrem besten Freund. Nachdem die Familie auf das neue Gut Alstertal gezogen ist, interessiert er sich für Fußball, will unbedingt dem HSV beitreten und Profifußballer werden. In der vierten Staffel zieht er zu Carla nach Hamburg und ist in der Serie nicht mehr zu sehen.

### Kim-Vi „Kiki“ Cao/Sommerland
Kim-Vi, genannt Kiki, ist ein vietnamesisches Mädchen, das Carla am Anfang der Sendung aus Thailand mitbringt. Ihre Eltern starben bei einem großen Brand. Kiki hat einen angeborenen Herzfehler, der dann jedoch operativ behoben wird, so dass sie eingeschult werden kann. Kiki lernt schnell und kümmert sich gern um die Tiere auf dem Hof. Seit sie mit Timo und Carla in Hamburg wohnt, taucht sie in der Serie nicht mehr auf.

### Julia „Hexe“ Clement
Julia, genannt Hexe, ist 13 Jahre. Sie geht in dieselbe Klasse, die 7a, wie ihr Cousin Timo. Julia ist eine gute Reiterin, sie spielt anfangs Hockey und turnt auch im Verlauf der Serie. Ihr Lieblingspferd heißt Justus. Sie wohnt im selben Zimmer wie ihre Schwester Lisa, mit der es oft Zankereien gibt. In Mathe ist sie eine Niete und sie hat Angst vor Gewitter. In der vierten Staffel fliegt sie für ein Jahr nach Spanien.

### Lisa Clement
Lisa (12) ist Hexes kleine Schwester und damit das drittälteste der Kinder. Sie besucht das gleiche Gymnasium wie Timo, Hexe und Tobias. In ihre Klasse, die 6b, geht Britta, Timos Freundin. Lisas langzeitiger Freund heißt Sebastian, von dem sie sich allerdings in Folge 29 trennt. Lisa übernimmt oft die Arbeiten im Hofladen, um ihr Taschengeld aufzubessern. Sie ist die Einzige der „ursprünglichen“ Alstertal-Kinder, die die gesamte Serie über präsent ist.

### Carla Sommerland
Carla ist die Mutter von Timo und die Adoptivmutter von Tobias und Kiki. Ihrer Schwiegermutter Ami gehört das Gut Alstertal und sie kümmert sich vor allem um die Pferde des Hofes. Ihr Mann Carl starb viele Jahre zuvor. Sie führt in der ersten Hälfte der Serie eine Beziehung mit Jan Kruse. In der dritten Staffel zieht sie nach Hamburg, weshalb sie nur noch sporadische Auftritte hat.

### Susanne „Susi“ Clement
Susanne (Susi) hat mit ihrem Mann Uwe zusammen zwei Mädchen, Hexe und Lisa. Ihrer Mutter Ami gehört das Gut Alstertal. Ihr Bruder Carl verstarb viele Jahre zuvor. Seitdem leben ihre Schwägerin Carla und deren Kinder auf dem Gut. Susi ist vor allem für die Finanzen verantwortlich. Sie steht Veränderungen immer sehr skeptisch gegenüber und ist leicht reizbar, wenn sie nicht gefragt wird.

### Uwe Clement
Uwe ist der Mann von Susi und der Vater von Hexe und Lisa. Er war ein Seemann und hat unter anderem auf der Gorch Fock gelernt. Er pflegt gute Kontakte zur Hamburger Wasserpolizei. Seine Aufgaben auf dem Hof sind vor allem die Feldarbeiten und handwerkliche Dinge. Uwe ist der ruhige Pol in der Familie. Die Kinder, ganz gleich ob seine eigenen oder Carlas, können jederzeit zu ihm kommen. Seit sein Schwager Carl gestorben ist, hat er die Vaterrolle für Tobias und Timo und später auch für Kiki übernommen. Später wiederholt sich das mit Merle, Niklas, Rose und Moritz.

### Amalie „Ami“ Sommerland
Amalie (Ami) ist die Mutter von Susi und dem verstorbenen Carl. Ihr gehört das Gut Alstertal. Ihre Enkel sind Timo, Tobias, Hexe, Lisa und Kiki. Ami liebt Pferde und ist meist sehr spendabel. Sie fährt ein BMW-Cabriolet, später ein Audi-Cabriolet.

### Niklas Hartung
Niklas ist der Bruder von Merle und der Sohn von Claudia. Da seine Mutter gut mit Ami und Susi befreundet ist, ist er häufig zu Besuch auf Gut Alstertal. Später zieht er mit seiner Schwester und seiner Mutter feste auf das Gut. Er interessiert sich für Modelflugzeugbau und Segelfliegen.

### Merle Hartung
Merle ist die Schwester von Niklas und die Tochter von Claudia. Da ihre Mutter gut mit Ami und Susi befreundet ist, ist sie häufig zu Besuch auf Gut Alstertal. Später zieht sie mit ihrem Bruder und ihrer Mutter feste auf das Gut. Merle turnt, genauso wie Hexe. Dort hat sie auch ihre beste Freundin Rose kennengelernt. Sie hat einen Hund namens Dolly.

### Rose Reimers
Rose lebt zunächst bei ihrer Tante, da ihr Vater auf einer Bohrinsel in der Nordsee arbeitet und wenig Zeit für sie hat. Schließlich zieht Rose zu ihrer besten Freundin Merle auf das Gut Alstertal, da sie von Merles Mutter Claudia als Pflegekind aufgenommen wird. Rose turnt mit Merle.

### Moritz Danert
Moritz ist mit seiner Mutter Caroline zu Besuch auf Gut Alstertal. Da seine Mutter beruflich viel unterwegs ist, bleibt Moritz auf dem Gut. Er interessiert sich für Traktoren.

## Besetzung

### Hauptdarsteller
| Darsteller            | Rollenname                   | Folgen                                            | Staffeln | Rollenbeschreibung |
| --------------------- | ---------------------------- | ------------------------------------------------- | -------- | --- |
| Marco Soumikh         | Timo Sommerland              | 1–33, 36–37, 41–43, 47, 51–52                     | 1–4      | Sohn von Carla und Carl, Adoptivbruder von Tobias und Kiki, Cousin von Lisa und Hexe spielt in einer Band, Freund von Britta |
| Tim Küchler           | Tobias Sommerland            | 1–34, 36–37, 39, 41–42                            | 1–4      | Adoptivsohn von Carla, Adoptivbruder von Timo und Kiki                                                                       |
| Thuy-Anh Cao          | Kim-Vi „Kiki“ Cao/Sommerland | 1–34, 36                                          | 1–3      | Adoptivtochter von Carla, Adoptivschwester von Timo und Tobias stammt ursprünglich aus Vietnam                               |
| Marleen Lohse         | Julia „Hexe“ Clement         | 1–31, 33–41, 47, 49–51                            | 1–4      | Tochter von Susi und Uwe, Schwester von Lisa, Cousine von Timo                                                               |
| Katharina Wäschenbach | Lisa Clement                 | 1–42, 44–49, 52                                   | 1–4      | Tochter von Susi und Uwe, Schwester von Hexe, Cousine von Timo                                                               |
| Simone Ritscher       | Carla Sommerland             | 1–29, 31–34, 36, 42, 51                           | 1–4      | Witwe von Carl, Mutter von Timo, Adoptivmutter von Tobias und Kiki, Tante von Lisa und Hexe                                  |
| Kerstin Draeger       | Susanne „Susi“ Clement       | 1–36, 44–48, 50–52                                | 1–4      | Schwester von Carl, Frau von Uwe, Mutter von Lisa und Hexe, Tante von Timo                                                   |
| Lennardt Krüger       | Uwe Clement                  | 1–36, 38–48, 50, 52                               | 1–4      | Mann von Susi, Vater von Lisa und Hexe, Onkel von Timo                                                                       |
| Ursula Hinrichs       | Amalie „Ami“ Sommerland      | 1–28, 30, 33–35, 37–41, 43–44, 47–52              | 1–4      | Mutter von Susi und Carl, Oma von Timo, Tobias, Lisa, Hexe und Kiki                                                          |
| Niklas Pries          | Niklas Hartung               | 2, 3, 5, 6, 10, 12–13, 16–21, 23–30, 32–40, 42–52 | 1–4      | Sohn von Claudia, Bruder von Merle                                                                                           |
| Elisa Pries           | Merle Hartung                | 2, 3, 5, 6, 10, 12–13, 16–21, 23–30, 32–52        | 1–4      | Tochter von Claudia, Schwester von Niklas                                                                                    |
| Féréba Koné           | Rose Reimers                 | 34–40, 42–52                                      | 3–4      | Freundin von Merle vom Kunstturnen, Vater arbeitet auf einer Bohrinsel                                                       |
| Alexander Löffler     | Moritz Danert                | 35–40, 42–46, 49–52                               | 3–4      | Ehemaliges Ferienkind bleibt auf dem Gut, da seine Mutter viel unterwegs ist                                                 |

### Nebendarsteller
| Darsteller            | Rollenname                           | Folgen                                                     | Staffeln | Rollenbeschreibung |
| --------------------- | ------------------------------------ | ---------------------------------------------------------- | -------- | --- |
| Cosima Alessa Grimm   | Hanna Bertels                        | 1, 7–11, 14, 19                                            | 1–2      | Freundin von Hexe, die mit ihrem Pferd Justus einen Reitunfall hatte |
| Sonia Farke           | Barbara „Babsi“ Köhler               | 1–9, 11–13, 15–17, 19–21, 25                               | 1–2      | arbeitet im Hofladen, war zuvor Krankenschwester Freundin von Markt-Henry, kauft das Pferd Mistral und gibt danach den Hofladen auf                                               |
| Thor W. Müller        | Markt-Henry                          | 2, 6–9, 11–13                                              | 1        | Lieferant für den Hofladen, Babsis Freund |
| Reinhard Krökel       | Jan Kruse                            | 2–9, 12, 13, 16–19                                         | 1–2      | Biologielehrer, Sportlehrer von Tobias, (zeitweise) Freund von Carla |
| Edgar Bessen          | Bienen-Bobby (Herr Valeitis)         | 3, 5, 7–9, 11, 12                                          | 1        | Timo hilft ihm, als er beim Bootfahren einen Schwächeanfall hat zieht mit seinen Bienenstöcken auf das Gut, verlässt das Gut, um beim Wiederaufbau seines Geburtshauses zu helfen |
| Christian Dirksen     | Sebastian Seibold                    | 3–5, 8–9, 12–13, 20–21, 24, 28–29                          | 1–3      | (zeitweise) Freund von Lisa |
| Alina Eschke          | Henrike                              | 4–5, 7–8, 12, 14                                           | 1–2      | Klassenkameradin von Hexe und Timo, spielt in Hexes Hockeyteam, reitet |
| Jens Versemann        | Ulf                                  | 5, 8, 10–13, 17, 19, 20–23, 26–27, 31–33, 36–37, 41–42, 52 | 1–4      | Freund von Timo, Gitarrist in Timos Band (zeitweise) an Hexe interessiert |
| Louisa Herfert        | Britta Hansen (in Folge 11 Sandmann) | 9, 11–13, 18, 21, 23–24, 28, 31, 37, 42                    | 1–4      | Freundin von Timo |
| Birgit Bockmann       | Claudia Hartung                      | 10, 26, 32–34, 36, 37, 39–44, 49                           | 1–4      | Alte Freundin von Susi, Mutter von Merle und Niklas (Ex-)Alkoholikerin, ihr Ex-Mann Manfred lebt in München                                                                       |
| Jan Hendrik Heinzmann | Malte Minners                        | 16, 18, 19, 22, 24–45, 47, 48, 50–52                       | 2–4      | Sohn von Carlas Freundin Rosa, soll ein Praktikum als Pferdewirt machen übernimmt den Hofladen, zieht in den Bauwagen von Bienen-Bobby, Motorradfahrer                            |
| Jakob Wäschenbach     | Jakob                                | 17, 20–21, 23, 26–27, 31–33, 36–37, 42, 52                 | 2–4      | Schlagzeuger in Timos Band |
| Clara-Paulina Witsch  | Diana Schönfeld                      | 26, 32, 39, 43, 46                                         | 2–4      | Freundin von Niklas, die Reitstunden auf Gut Alstertal nimmt |
| André Michela         | Markus                               | 28–31, 38                                                  | 3        | (zeitweise) Freund von Lisa, beherrscht Zaubertricks |
| Anne Moll             | Caroline Danert                      | 35, 36, 41, 44                                             | 3–4      | Moritz’ Mutter, arbeitet bei einer großen Modezeitschrift |

### Gastdarsteller
| Darsteller                                         | Rollenname | Rollenbeschreibung | Folgen                      |
| -------------------------------------------------- | --- | --- | --------------------------- |
| Jasmin Buterfas                                    | Sonia Pommerenke                                                                                              | Wasserschutzpolizei | 2, 9                        |
| Konstantin Graudus                                 | Holger | Wasserschutzpolizei, alter Freund von Uwe | 2, 9                        |
| Erkki Hopf                                         | Notarzt | Kümmert sich um Bienen-Bobby | 3                           |
| Timo Tessen                                        | Jens | Freund von Timo, mit dem er paddelt | 3                           |
| Kevin Puritz                                       | Kevin | Enkel von Bienen-Bobby | 3                           |
| Roswitha Timm                                      | Frau Winkler                                                                                                  | Kundin im Hofladen und an dem Straßenstand (Folge 48) | 3, 4, 10, 17, 21, 38, 47–48 |
| Björn Vaughn                                       | David | Spieler im Hockeyverein, in den Hexe verliebt ist | 4–5, 12                     |
| Anna Münchow                                       | Mia | Spielt in Hexes Hockeyteam | 5, 12, 14                   |
| Burkhard Schmeer (im Abspann als Burghard geführt) | Dr. Büscher (in Folge 48 in anderer Rolle)                                                                    | Schularzt, der Kiki untersucht | 7                           |
| Wolfgang Häntsch                                   | Prof. Block                                                                                                   | Herzspezialist im Krankenhaus Eppendorf, operiert Kiki | 8                           |
| Monika Häckermann                                  | Frau Reger | Mathelehrerin | 8, 19                       |
| Marek Erhardt                                      | Polizeibeamter                                                                                                | Nimmt Vermisstenanzeige für Tobias und Kiki auf | 9                           |
| Tim Dominick Lee                                   | 2. Offizier                                                                                                   | Findet Tobias und Kiki auf einem Schiff | 9                           |
| Ralph Obenhaupt                                    | Hafenarbeiter                                                                                                 | Trifft Tobias und Kiki an der Elbe | 9                           |
| Lutz Herkenrath                                    | Studienrat Speckmann                                                                                          | Tobias’ Englischlehrer | 9–11                        |
| Dolly Dollar                                       | Frau Wesemann                                                                                                 | Arbeitet beim Kunden Aeromeal – Food Company des Guts | 10, 12                      |
| Fabian Harloff                                     | Buddy | Bekannter von Britta, der sich um die Band Kids in Between kümmert | 13                          |
| Renate Delfs                                       | Frida | Marktfrau | 13                          |
| Ilona Christina Schulz                             | Polizistin | Überprüft Diebstahl des Portemonnaies | 13                          |
| Angela Hobrig                                      | Marktstandkundin                                                                                              | Frau, die behauptet von Timo bestohlen worden zu sein | 13                          |
| Kids in between                                    | Band, in der Timo kurzzeitig singt (Der Darsteller von Timo, Marco Soumikh, war Mitglied der echten Band KIB) | Band, in der Timo kurzzeitig singt (Der Darsteller von Timo, Marco Soumikh, war Mitglied der echten Band KIB)                                                                       | 13                          |
| Jonas Reinsch                                      | Leon Leptin                                                                                                   | (zeitweise) Freund von Hexe, spielt Basketball, engagiert sich für Naturschutz | 13 (als Karsten), 22, 25    |
| Isabella Grothe                                    | Frau Hahn | Kikis Klassenlehrerin | 14                          |
| Heinz Lück                                         | Bernd Heitmann                                                                                                | Pferdezüchter, der in die USA zieht | 14                          |
| Tobias Pippig                                      | Mario | Crashkid, lebt nach einem Unfall mit einem gestohlenen Auto in einer Hütte im Wald Tobias versucht naiv ihm zu helfen                                                               | 15                          |
| Karin Heine                                        | Frau Brunner                                                                                                  | Kundin | 15, 16, 48, 51              |
| Isabelle Carlson                                   | Frau Junge | Frau vom Jugendamt, die Kikis Adoption abwickelt | 17                          |
| Hildegard Hötte                                    | Polizistin | Beaufsichtigt Mofaparcours, bei dem Timo in das Polizeiauto fährt | 18                          |
| Sven Mallon                                        | Bauer | Bittet Timo um Hilfe | 18                          |
| Siegfried Fuchs                                    | Förster | Begegnet auf einem Waldweg Timo mit dem Motorrad | 18                          |
| Wilfried Dziallas                                  | Hannes Hülps                                                                                                  | Meldet sich auf eine Kontaktanzeige für Carla | 19                          |
| Kristina Pauls                                     | Jana | Ältere Mitschüler, erpressen Hexe wegen einer geklauten Mathearbeit | 19                          |
| Max Engelke                                        | | Ältere Mitschüler, erpressen Hexe wegen einer geklauten Mathearbeit | 19                          |
| Herbert Tennigkeit                                 | Heribert Dülmen                                                                                               | Meldet sich auf eine Kontaktanzeige für Carla | 19 (als Foto), 20           |
| Thomas Krätzig                                     | Postbote Thomas                                                                                               | Postbote Thomas | 19, 51                      |
| Cora Waschke                                       | Mona | vom Zirkus Rinaldo, tritt mit Pferd Puppe auf | 20                          |
| Rüdiger Wolff                                      | Robby Quante                                                                                                  | Fotograf, der ein Shooting mit Hexe macht | 21                          |
| Robert Missler                                     | Bankmitarbeiter, der Ami den Scheck vom Gewinnsparen überreicht                                               | Bankmitarbeiter, der Ami den Scheck vom Gewinnsparen überreicht | 21                          |
| Sandy Eick                                         | Sandy | Mitschülerin von Hexe, die sich für eine Fotostory bewerben möchte | 21                          |
| Engin Akcelik                                      | Herr Cemas | Will das Pferd Sally kaufen | 22                          |
| Peter Heinrich Brix                                | Polizeibeamter Krüger                                                                                         | Nehmen Amis Anzeige wegen des Portemonnaie-Diebstahls auf | 23                          |
| Edgar Hoppe                                        | Polizeibeamter                                                                                                | Nehmen Amis Anzeige wegen des Portemonnaie-Diebstahls auf | 23                          |
| Hannelore Droege                                   | Verkäuferin im Kleidungsgeschäft                                                                              | Verkäuferin im Kleidungsgeschäft | 23                          |
| Yasmin Büyüksapci                                  | Canan | Wohlhabende Mitschülerin, die versucht sich in Timos Band einzukaufen & Hexe Geld für ein Handy leiht                                                                               | 23, 26, 31                  |
| Sarah Mesgarzadeh                                  | Sophie | Besitzerin des Schäferhundes Dinah wird vor den Augen von Niklas und Merle angefahren. Der Schäferhund lebt im Folgenden auf dem Gut und ist Mutter von Merles späterem Hund Dolly. | 24, 30                      |
| Jens Scheiblich                                    | Lieferwagenfahrer                                                                                             | Mann, der Sophie anfährt | 24                          |
| Julia Demtroder                                    | Frau Schönfeld                                                                                                | Dianas Mutter | 26, 39, 43                  |
| Van Phuong La                                      | Herr Son | Lebte mit Kiki in einem Flüchtlingsheim in Thailand | 27                          |
| Christian von Richthofen                           | Dr. Wohlfeld                                                                                                  | Arbeitet im Planetarium, fliegt ein Segelflugzeug | 27, 33                      |
| Felix Beyerbach                                    | Sören | Anführer einen Jungengang in Kikis Klasse | 28                          |
| Marco Dabelstein                                   | Uli | Mitglied von Sörens Gang | 28                          |
| Julian Methler                                     | Paddy | Mitglied von Sörens Gang | 28                          |
| Dennis Christian                                   | Jonas | Kikis Freund, sein Onkel arbeitet im Elefantenhaus des Tierparks Hagenbeck | 28–30                       |
| Roy Präger                                         | Fußballprofi beim HSV                                                                                         | gibt Kiki und Tobias ein Autogramm | 29                          |
| Joachim Richert                                    | Herr Kluge | kauft den Schäferhund-Welpen Dixie | 30                          |
| Franziska Dressel                                  | Franziska | Freundin von Sophie (s. 24) | 30                          |
| Sascha Greve                                       | Jens | Freund von Sophie (s. 24) | 30                          |
| Sebastian Niebuhr                                  | Torsten | Klassenkamerad von Lisa, will ihr Segelunterricht geben | 30                          |
| Bo Hansen                                          | versucht Lisa Segeln beizubringen                                                                             | versucht Lisa Segeln beizubringen | 30                          |
| Vincent Büsch                                      | Peter | Markus’ Segelpartner | 30                          |
| Ulli Lothmanns                                     | Direktor Dr. Seidel                                                                                           | Schuldirektor von Timo, Hexe und Lisa | 31                          |
| Janina Uhse                                        | Vanessa | Gast auf dem Gut, in die Tobias verliebt ist | 32, 41, 42                  |
| Holger Umbreit                                     | Ahlers jun.                                                                                                   | Wollen die Südweiden des Guts kaufen, um ihren Golfplatz zu vergrößern. Mischen Adlerfarn in das Pferdefutter des Guts                                                              | 35                          |
| Claus Fuchs                                        | Ahlers sen.                                                                                                   | Wollen die Südweiden des Guts kaufen, um ihren Golfplatz zu vergrößern. Mischen Adlerfarn in das Pferdefutter des Guts                                                              | 35                          |
| Ditte Peter                                        | Frau Schwarzer                                                                                                | Ehemalige Nachbarin von Merle und Niklas Heilpraktikerin, die Rose und Merle Heilsteine für die kranken Pferde gibt                                                                 | 35                          |
| Ben Hecker                                         | Dr. Gerber | Tierarzt | 35, 47                      |
| Urs Affolter                                       | Fotograf Max                                                                                                  | Macht Caroline Danerts Shooting zur Landhausmode auf dem Hof | 36                          |
| Farina Jansen                                      | Assistentin Ina                                                                                               | Hilft bei Caroline Danerts Shooting zur Landhausmode auf dem Hof | 36                          |
| Eckart Dux                                         | Robert | Jugendfreund von Ami, lebt in Spanien | 37                          |
| Edie Samland                                       | Frau Bayer | Apothekerin an Lisas Praktikumsplatz | 38                          |
| Ursula Graeff                                      | Frau Busse | Kundin in der Apotheke | 38                          |
| Nicole Unger                                       | Nachbarin von Frau Busse                                                                                      | Nachbarin von Frau Busse | 38                          |
| Elke Aberle                                        | Hundetrainerin                                                                                                | Hundetrainerin | 40                          |
| Jan Fedder                                         | Traktorvertreter                                                                                              | Traktorvertreter | 40                          |
| Berenice Kockisch                                  | Frau Ohlendorf                                                                                                | Hundezüchterin, die Dolly entführt | 40                          |
| Jasper Vogt                                        | Förster Förnbach                                                                                              | Förster Förnbach | 40, 45                      |
| Susanne Walbaum                                    | Frau Anders                                                                                                   | Hofgast, Kevins Mutter | 42                          |
| Daniela Hüthmair                                   | Frau Holm | Laras Mutter | 42                          |
| David Uhse                                         | Kevin | Sohn von Frau Anders | 42                          |
| Mara-Shirin Hetzmann                               | Lara | Gästekind auf dem Hof, das einen Reitunfall hat | 42                          |
| Albrecht C. Dennhardt                              | Polizeibeamter                                                                                                | An Granatenentschärfung im Stall beteiligt | 43                          |
| Gert Schaefer                                      | Sprengmeister                                                                                                 | An Granatenentschärfung im Stall beteiligt | 43                          |
| Florian Ende                                       | Sprengassistent                                                                                               | An Granatenentschärfung im Stall beteiligt | 43                          |
| Singa Gätgens                                      | Reporterin Alstertal Kurier (43) Kundin Melanie (50, 51)                                                      | Reporterin Alstertal Kurier (43) Kundin Melanie (50, 51) | 43, 50, 51                  |
| Leonard Boes                                       | Paul | Freund von Moritz | 44–45                       |
| Olaf Bartels                                       | Herr Bartels                                                                                                  | Tierheimmitarbeiter, holt den entlaufenen Waschbären ab | 45                          |
| Tom Müller                                         | Herr Kunze | Pauls Vater | 45                          |
| Markus Stolberg                                    | Herr Erdmann                                                                                                  | Niklas’ Chemielehrer | 46                          |
| Uli Wriedt                                         | Lieferant Uli                                                                                                 | Liefert Futtermittel an den Hof | 46                          |
| Klaus Martin                                       | Knecht Hermann                                                                                                | Macht sich mit Merle und Rose auf die Suche nach Tarzan | 46                          |
| Heidi Kabel                                        | Alte Dame | Alte Dame | 46                          |
| Lars Heitmann                                      | Taxifahrer I                                                                                                  | Taxifahrer I | 46                          |
| Lutz Herkenrath                                    | Taxifahrer II                                                                                                 | Taxifahrer II | 46                          |
| Juan Enrique Garcia Segado                         | Manolo | Julias Freund während ihres Schüleraustausch in Spanien | 47                          |
| Franz-Joseph Dieken                                | Verkäufer | Baut einen Straßenstand auf, der dem Hofladen des Guts Konkurrenz macht | 48                          |
| Burkhard Schmeer                                   | Beamter | Vom Ordnungsamt, überführt Straßenstandbetreiber wegen gefälschter Ökoprodukte | 48                          |
| Willi Lütjens                                      | Kunde im Hofladen                                                                                             | Kunde im Hofladen | 48                          |
| Jazmin Maderycz                                    | Moritz‘ Klassenlehrerin                                                                                       | Moritz‘ Klassenlehrerin | 48                          |
| Christian Bruch                                    | Fotograf | Fotografiert Moritz mit seiner Klasse am 1. Schultag | 48                          |
| Johannes Langer                                    | Andreas | Lernen Merle & Rose im Heide-Park Soltau kennen | 49                          |
| Andy Jobmann                                       | Holger | Lernen Merle & Rose im Heide-Park Soltau kennen | 49                          |
| Marett Klahn                                       | Rebecca | Lisas Reitschülerin | 52                          |
| Udo Jolly                                          | Lieferant | Bringt Filmprojektor für den Tag der offenen Tür | 52                          |
| Janina Thom                                        | Kundin | Kundin | 52                          |

## Ausstrahlung
Die Kinder vom Alstertal wurden und werden im öffentlich-rechtlichen Fernsehen, im Ersten und in den verschiedenen Dritten Fernsehprogrammen ausgestrahlt. Die Erstausstrahlung der 52 Folgen im KiKA erfolgte zwischen dem 7. Dezember 1998 und dem 17. September 2004. Davor lief am 4. Dezember 1998 ein Special: Wir sind die Kinder vom Alstertal – Bericht über die Dreharbeiten zur neuen Serie.

## Verwertung

### DVDs
| Titel                                          | Erscheinungsdatum  | Spieldauer   | Anzahl Discs |
| ---------------------------------------------- | ------------------ | ------------ | ------------ |
| Die Kinder vom Alstertal – Staffel 1           | 22. Mai 2020       | 325 Minuten  | 2            |
| Die Kinder vom Alstertal – Staffel 2           | 24. Juli 2020      | 325 Minuten  | 2            |
| Die Kinder vom Alstertal – Staffel 3           | 18. September 2020 | 325 Minuten  | 2            |
| Die Kinder vom Alstertal – Staffel 4           | 13. November 2020  | 325 Minuten  | 2            |
| Die Kinder vom Alstertal – Die komplette Serie | 17. September 2021 | 1300 Minuten | 8            |

### Bücher
Zwischen 1999 und 2003 wurde eine 15-teilige Buchreihe veröffentlicht. Die Bände verfassten Marlies Kerremans und Horst Peter Lommer.
| Band | Buchtitel                    | Erscheinungsjahr | Autor              |
| ---- | ---------------------------- | ---------------- | ------------------ |
| 1    | Viel Wirbel um Tobias        | 1999             | Marlies Kerremans  |
| 2    | Aufregende Ferien            | 1999             | Horst Peter Lommer |
| 3    | Zusammen durch dick und dünn | 2000             | Marlies Kerremans  |
| 4    | Kiki gibt nicht auf          | 2000             | Horst Peter Lommer |
| 5    | Das Schiff nach Singapur     | 2000             | Marlies Kerremans  |
| 6    | Ein Drachen für Timo         | 2000             | Horst Peter Lommer |
| 7    | Ein tolles Team              | 2001             | Marlies Kerremans  |
| 8    | Rettung für Sammy            | 2001             | Horst Peter Lommer |
| 9    | Kikis Entdeckung             | 2001             | Marlies Kerremans  |
| 10   | Zwei Schwestern drehen auf   | 2001             | Marlies Kerremans  |
| 11   | Geheimnis um Kiki            | 2002             | Marlies Kerremans  |
| 12   | Bleib am Ball, Tobias!       | 2002             | Horst Peter Lommer |
| 13   | Ein Hund für Merle           | 2002             | Horst Peter Lommer |
| 14   | Niklas startet durch         | 2002             | Horst Peter Lommer |
| 15   | Gefahr für Bounty            | 2003             | Horst Peter Lommer |